# Forstweg 12 (Buchschlag)
Das Wohnhaus Forstweg 12 in Buchschlag, einem Stadtteil von Dreieich im südhessischen Landkreis Offenbach, wurde 1911 entworfen. Das Gebäude in der Villenkolonie Buchschlag ist ein geschütztes Kulturdenkmal.

## Geschichte
Entworfen hat das Gebäude der Offenbacher Architekt Alois Beck (1869–1923). Er war einer der vierzehn Architekten, die in der Frühphase für die Entwürfe der Häuser in der Villenkolonie verantwortlich war und übernahm die Planung von zwölf der Bauten. Das Haus im Forstweg stammt aus der zweiten Bauphase und wurde von ihm gemeinsam mit dem Nachbarhaus Forstweg 14 als Ensemble angelegt. Beide Häuser haben das gleiche Grundrissschema. Sie waren die letzten seiner zwölf Bauten in Buchschlag.
Als erste Bewohner bezogen 1915 Hans-August Müller-Lässig und seine Familie den Neubau und wohnten dort bis 1928. Bekannt geworden ist Hans-August Müller-Lässig, als er nach dem Zweiten Weltkrieg zum – damals noch ehrenamtlichen – Bürgermeister der eigenständigen Gemeinde Buchschlag gewählt wurde.
Seit Herbst 2022 ist das Haus Forstweg 12 Bestandteil eines Rundweges im Stadtteil, den der Geschichtsverein Buchschlag entworfen und umgesetzt hat. Der Rundweg stellt (zunächst) 15 Häuser ihn ihrer Entstehung und Geschichte vor, um das kulturelle Erbe des Stadtteils in der Öffentlichkeit bekannter zu machen.

## Beschreibung
Das Gebäude hat zwei Stockwerke, weist eine neoklassizistische Form auf und ist kubisch angelegt, das Dach entsprechend als Zeltdach gehalten. Die Fassade ist durch eine scharfe Profilierung und die Fensterversprossung streng gegliedert. Die Fensterversprossung ist noch original erhalten. Die Fassade ist verputzt und weist eine aufgesetzte geometrische Ornamentik auf. In den Frühzeiten waren an ihr Wandspaliere und Rankgitter als zusätzliche Gliederungselemente angebracht.
Nach Erkenntnissen des Geschichtsvereins Buchschlag hatte der Architekt auch Teile der Inneneinrichtung und drei aufeinander bezogene Gartenanlagen geplant. Die Gärten wiesen ebenfalls geometrische Formen und eine klare Einteilung in unterschiedliche Gartenräume auf.
Unter Denkmalschutz gestellt wurde das Gebäude aus künstlerischen, geschichtlichen und städtebaulichen Gründen.